# CBN Londrina
CBN Londrina é uma emissora de rádio brasileira sediada em Londrina, cidade do estado do Paraná. Opera no dial FM, na frequência 100.9 MHz e é afiliada à CBN. Entrou no ar em 1.º de janeiro de 1995, em AM 1400 kHz, e é de propriedade do empresário Amarildo Lopes. Sua atual frequência é uma migrante da frequência AM 830 kHz, que operou a Rádio Tabajara.

## História
O projeto da emissora foi concebido pelo empresário Amarildo Lopes dos Santos, que comprou a Rádio Tabajara de Londrina em 1990 em sociedade com o também empresário Amaury Tirapelli, e trouxe uma equipe esportiva que trabalhava em outra rádio na qual era contratado e havia formado. As transmissões esportivas eram realizadas em parceria com a Rádio Bandeirantes de São Paulo e, por conta disso, realizava constantes viagens para realização de negócios comerciais com a direção da emissora. Numa dessas viagens, ele conheceu a CBN e levou o projeto para Londrina.
A rádio CBN Londrina foi inaugurada em 1.º de janeiro de 1995 através de sociedade entre Amarildo Lopes e Amaury Tirapelli, que juntos adquirem a frequência AM 1400 kHz, que transmitia a Rádio Cruzeiro do Sul. Consequentemente, a Rádio Tabajara continuou a transmitir programas destinados a
donas de casa. Um formato novo na cidade, a emissora enfrentou dificuldades técnicas em seu começo, pois os funcionários do Departamento de
Operações tinham de ouvir a rede e adaptar as vinhetas e o tempo das matérias com o objetivo de obter uma padronização exigida pelo Sistema Globo de Rádio. A redação de jornalismo era integrada com a da Rádio Tabajara.
Em 2002, a Rádio Tabajara passou a ser afiliada à Rádio Globo, passando a se chamar Rádio Globo Londrina. Em 2003, Amarildo Lopes e Amaury Tirapelli desfazem a sociedade e promovem uma troca de frequências em suas estações. A CBN Londrina passa a operar na frequência 830 kHz, enquanto que a Rádio Globo Londrina passa a ocupar a frequência 1400 kHz (passando esta a ser de responsabilidade de Amaury Tirapelli). Amarildo também adquire uma nova emissora de rádio, desta vez a FM 93.5 MHz (uma outorga da cidade de Cambé), lançando a CBN Londrina também no FM.
No final de março de 2019, a emissora migra de AM 830 para FM 100.9, com isso a programação em FM 93.5 se despediu no inicio de abril com afiliação à Rádio T, focando apenas a programação na nova frequência.

## Equipe
- Cláudia Lima
- Evandro Ribeiro
- Raquel Rodrigues
- Lucas Pulin
- Guilherme Marconi
- Viviani Costa
- Gelson Negrão
- Guilherme Batista

### Comentaristas
- Abraham Shapiro - consultor de empresas
- João Milanez- pioneiro, fundador da Folha de Londrina
- Luciano Salamacha - consultor de empresas